# Mёrtvyj sezon
Mёrtvyj sezon (Мёртвый сезон) è un film del 1968 diretto da Savva Jakovlevič Kuliš.